# トックリバチ属
トックリバチ属（トックリバチぞく、Eumenes）は、スズメバチ科ドロバチ亜科に分類される属の1つ。スズメバチ科ではあるが、群れは作らず単独で暮らし、性質は温和 。狩バチなのでメスは毒針を持つが、他の単独性狩バチと同様、手づかみでもしない限り刺されることはまずない。世界じゅうの熱帯から温帯に広く分布する。
腹部第一節は細くなり、オスの触角の末端節が鉤状に内側に折れ曲がる。日本産の種は、いずれも黒い体に黄色の斑紋をもち、メスの体長1.5〜2cmほどでオスはメスより一回り小さい。

## 分類
トックリバチ属は世界じゅうの熱帯から温帯に広く分布し、約110種が知られる。かつては、現在は別属とされるスズバチ属やネッタイスズバチ属などの種の多くがトックリバチ属に含まれていた。
日本には下記の6種が分布する。学名と分布は寺山2016 によった。
Eumenes aquilonius Yamane, 1977 エゾムモントックリバチ 北；朝，極東ロシア
Eumenes fraterculus Dalla Torre, 1894 キボシトックリバチ 本，四，九，対；中(?), ロシア（沿海州）
Eumenes micado Cameron, 1904 ミカドトックリバチ 北，本，四，九，佐，対，屋，種
Eumenes punctatus Saussure, 1852 タイリクトックリバチ 対；朝，中，ロシア（沿海州）
Eumenes rubrofemoratus Giordani Soika, 1941 キアシトックリバチ 本，四，九
Eumenes rubronotatus Pérez, 1905 ムモントックリバチ 本，四，九，佐，屋，種，大隅，口之三島；朝，中，ロシア（沿海州）
6種のうちミカドトックリバチとキアシトックリバチは国外からの記録はない。他方、エゾムモントックリバチは日本では北海道のみ、タイリクトックリバチは対馬にしか分布していない。
近縁種として、本土にスズバチ、奄美以南にクロスジスズバチ、ハラナガスズバチが分布する。

## 生態
単独性の狩バチの仲間で、人里や河原などに生息し、オス、メスとも花を訪れ蜜を吸う。メスは幼虫のために泥で壺型の巣を作り、壺の口には小さな襟が付けられるのが特徴。壺ができると中に卵を1つ産み付ける。卵は細く短い糸で天井からぶら下がっている。産卵後、幼虫の餌として麻酔したガの幼虫（シャクトリムシやアオムシ）を数匹運び込み、口を泥で封をする。キボシトックリバチは壺を1つ完成するとそれにくっつけて次の壺を作る。巣は種により、塀や家の壁、墓石の凹み、草の茎などに作られる。生態はファーブル昆虫記や、日本の種については岩田1975などで紹介されている。
珍しい例では、週に一度しか稼働しない自動車のホイール内側、出入り口が一つの給湯室、イチジクの葉の裏側に巣を作り、いずれも無事に巣立ったケースがある。